# Acuerdos de armisticio árabe-israelí de 1949

Comparación de las fronteras propuestas en el Plan de Partición de la ONU y la línea de armisticio de 1949.

El armisticio árabe-israelí de 1949 es un conjunto de acuerdos firmados durante 1949 entre Israel y sus vecinos Egipto, Jordania, Líbano, y Siria. 
Los acuerdos pusieron fin a la guerra árabe-israelí de 1948 y establecieron las líneas de armisticio entre Israel y Cisjordania, también conocido como la Línea Verde, vigente hasta la guerra de los Seis Días (1967). 
Según estos acuerdos, la línea de demarcación que se firma en cada uno de ellos «no debe ser considerada de ningún modo como una frontera política o territorial; está marcada sin perjuicio de los derechos, reivindicaciones y posturas de ambas partes en el momento del armisticio en cuanto se refiere al arreglo definitivo de la cuestión palestina.»

## Acuerdos

### Con Egipto
El acuerdo con Egipto fue firmado el 24 de febrero. Los puntos principales eran: 
- La línea del armisticio fue dibujada a lo largo de la frontera internacional (que data de 1906) para la mayor parte, excepto cerca del mar Mediterráneo, donde Egipto permanecía con el control de una franja de tierra a lo largo de la costa, denominada desde entonces como la Franja de Gaza.
- Las fuerzas egipcias situadas en la Al-Faluja (actual Kiryat Gat) les fue permitido el regreso a Egipto con sus armas, y el área fue entregada a Israel.
- Una zona en ambos lados de la frontera, alrededor de 'Uja al-Hafeer (Nitzana), debía ser desmilitarizada, y se convirtió en el asiento del Comité Bilateral del armisticio.

### Con Líbano
El acuerdo con el Líbano fue firmado el 23 de marzo. Los puntos principales eran: 
- La línea del armisticio, la Línea Azul, fue dibujada a lo largo de la frontera internacional preexistente.
- A diferencia de los otros acuerdos, no había cláusula que negase esta línea como frontera internacional, sino que fue considerada acorde a su anterior estatus, como la frontera internacional de facto.
- Israel retiró sus fuerzas de 13 aldeas situadas en territorio libanés, que habían sido ocupadas durante la guerra.

### Con Jordania
El acuerdo con Jordania fue firmado el 3 de abril. Los puntos principales eran:  
- Se mantenían las fuerzas jordanas en la mayoría de las posiciones obtenidas en Cisjordania, particularmente Jerusalén Este, que incluía la Ciudad Vieja.
- Jordania retiró sus fuerzas de sus posiciones de la región del Sharón. A cambio, Israel acordó permitir que las fuerzas jordanas asumieran el control de las posiciones previamente controladas por las fuerzas iraquíes en Cisjordania.
- Intercambio de territorios: Según el artículo 6, Israel recibió un territorio en el área conocida como Uadi Ara y el área llamada el Triángulo, a cambio de territorio al sudeste de las colinas de Hebrón.[2]
- Un comité especial debía ser formado para tomar las medidas para el movimiento seguro del tráfico entre Jerusalén, el Monte Scopus y el campus de Universidad Hebrea, a lo largo de la carretera Latrun-Jerusalén, con acceso libre a los lugares santos, y otros asuntos.

### Con Siria
El acuerdo con Siria fue firmado el 20 de julio. Siria retiró sus fuerzas de la mayor parte de los territorios que controló al oeste de la frontera internacional, que se convirtió en zona desmilitarizada, dividida en tres sectores.

### Otros
Irak. Las fuerzas de este país tomaron parte activa en la guerra, aunque no compartiera ninguna frontera con Israel. Sus fuerzas fueron retiradas de la región en marzo de 1949, y el frente cubierto pasó a ser controlado por las fuerzas jordanas, sin que existiera ningún acuerdo por separado entre Irak e Israel.

## Línea del alto el fuegoversusfrontera permanente
Los acuerdos de armisticio expresaban de forma explícita que la Línea Verde no determinaba una "frontera política o territorial".
Las nuevas fronteras de Israel, como resultado de los acuerdos, abarcaron cerca del 78% del Mandato Británico de Palestina en la situación que estaba después de la independencia de Jordania en 1946. Considerando que el mandato británico original (incluyendo Jordania, que estaba incluida dentro del mandato en el verano de 1921, pero excluido de las previsiones para el Hogar Nacional Judío), sin embargo, Israel fue creado solamente en el 18% del área total de Palestina y de Transjordania. Las áreas de Palestina no ocupadas por Israel (Franja de Gaza y Cisjordania) fueron ocupadas por Egipto y Jordania respectivamente hasta 1967. Ver los artículos relacionados Ocupación de la Franja de Gaza por Egipto y Ocupación de Cisjordania y de Jerusalén oriental por Jordania. 
Los acuerdos del armisticio fueron concebidos solo como acuerdos provisorios, hasta que fuesen sustituidos por tratados permanentes de paz. Sin embargo, no se firmó ningún tratado de paz hasta varias décadas más tarde (véase: Tratado de paz israelo-egipcio y Tratado de paz jordano-israelí.

## Acciones diplomáticas árabe-israelíes por la paz
- Conferencia de Paz de París (1919)
- Acuerdo Faisal-Weizmann (1919)
- Acuerdos de Camp David (1978)
- Acuerdos de Paz Israel-Egipto (1979)
- Conferencia de Madrid de 1991
- Acuerdos de Oslo (1993)
- Acuerdos de Paz Israel-Jordania (1994)
- Cumbre de Paz de Camp David (2000)
- Lista de propuestas en Oriente Próximo para la paz
- Resoluciones de la ONU sobre el conflicto árabe-israelí